# Unterseeboot U-93 (1916)
Pour les autres navires du même nom, voir Unterseeboot 93.
L'Unterseeboot U-93 est l’un des 329 sous-marins de la marine impériale allemande pendant la Première Guerre mondiale. Il a participé à la guerre navale et a pris part à la première bataille de l'Atlantique.

## Conception
Les sous-marins de type U 93 ont été précédés par les sous-marins de type U 87, plus courts. L'U-93 avait un déplacement de 838 tonnes en surface et 1000 tonnes en immersion. Il avait une longueur hors tout de 71,55 m, et 56,05 m pour la coque sous pression, un maître-bau de 6,30 m, une hauteur de 8,25 m et un tirant d'eau de 3,94 m. Le sous-marin était propulsé par deux moteurs de 2400 ch (1800 kW) en surface et par deux moteurs de 1200 ch (880 kW) en immersion. Il avait deux arbres d'hélice. Il était capable de fonctionner jusqu’à 50 mètres.
La vitesse maximale était de 16,8 nœuds (31,1 km/h) en surface et de 8,6 nœuds (15,9 km/h) en immersion. Il pouvait parcourir 9020 milles marins (16710 km) à 8 nœuds (15 km/h) en surface et 52 milles marins (96 km) à 5 nœuds (9,3 km/h) en immersion. L'U-93 était armé de six tubes lance-torpilles de 50 centimètres, quatre à l’avant et deux à l’arrière, de douze à seize torpilles et d’un canon de pont de 8,8 cm SK L/30. Il avait un équipage de trente-six hommes : trente-deux matelots et quatre officiers.

## Engagements
L'U-93 est commandé à partir de février 1917 par Edgar von Spiegel von und zu Peckelsheim, un commandant de sous-marins expérimenté, qui deviendra après-guerre auteur de livres. 
Le 30 avril 1917 dans l’océan Atlantique, à environ 180 milles marins (330 km) au sud de l’Irlande, l'U-93 attaque le HMS Prize, une goélette à trois mâts et un Q-ship commandé par le lieutenant William Edward Sanders, qui reçut une croix de Victoria pour cette action. Le HMS Prize a été endommagé par les tirs d’obus du U-93 et semblait couler. Après que le groupe d’évacuation soit monté dans les canots de sauvetage, le sous-marin s’est approché à moins de 73 mètres du navire sur bâbord. Alors, le HMS Prize a hissé le White Ensign et ouvert le feu. En quelques minutes, le sous-marin était en feu et son étrave pointait vers le ciel, tandis que le HMS Prize subissait des dommages supplémentaires. Le sous-marin a disparu. L’équipage du HMS Prize a cru qu’il avait été coulé. Plusieurs membres d’équipage allemands (dont son capitaine), qui avaient été balayés du pont par le souffle des explosions ou avaient sauté à la mer, l’ont cru aussi. En fait, aucun des deux navires endommagés n’a coulé. Le HMS Prize, en flammes, fut remorqué jusqu’à Kinsale. L'U-93 est parvenu à s’échapper à travers les champs de mines britanniques et les barrages de destroyers au large de Douvres, et il est parvenu à Sylt neuf jours plus tard.
Après des réparations, l'U-93 a opéré dans la Manche. Il est perdu en janvier 1918 d’une cause inconnue au large de Hardelot, en France. Des plongeurs ont retrouvé son épave en 2003.

## Affectations
- Flottille IV : du 5 avril 1917 au 15 janvier 1918.

## Commandants
- Kapitänleutnant Edgar von Spiegel von und zu Peckelsheim[4] : du 10 février au 30 avril 1917.
- Oberleutnant zur See Wilhelm Ziegner[5] : du 30 avril au 22 mai 1917.
- Oblt.z.S. Helmut Gerlach[6] : du 23 mai 1917 au 15 janvier 1918.

## Navires coulés
| Date            | Nom              | Nationalité      | Tonnage | Destin.   |
| --------------- | ---------------- | ---------------- | ------- | --------- |
| 15 avril 1917   | Fram             | Danemark         | 105     | Coulé     |
| 18 avril 1917   | Troldfos         | Norvège          | 1459    | Coulé     |
| 18 avril 1917   | West Lothian     | Norvège          | 1887    | Coulé     |
| 22 avril 1917   | Vestelv          | Norvège          | 1729    | Coulé     |
| 28 avril 1917   | Diana            | Danemark         | 207     | Endommagé |
| 29 avril 1917   | Comedian         | Royaume-Uni      | 4889    | Coulé     |
| 29 avril 1917   | Ikbal            | Royaume-Uni      | 5434    | Coulé     |
| 30 avril 1917   | Ascaro           | Italie           | 3245    | Coulé     |
| 30 avril 1917   | Horsa            | Royaume-Uni      | 2949    | Coulé     |
| 30 avril 1917   | Parthenon        | Grèce            | 2934    | Coulé     |
| 30 avril 1917   | HMS Prize        | Royal Navy       | 199     | Endommagé |
| 19 juin 1917    | Louise           | Norvège          | 645     | Coulé     |
| 27 juin 1917    | Baron Ogilvy     | Royaume-Uni      | 4570    | Coulé     |
| 4 juillet 1917  | Kodan            | Danemark         | 308     | Coulé     |
| 12 août 1917    | Bestum           | Norvège          | 3520    | Coulé     |
| 14 août 1917    | Asti             | Italie           | 5300    | Coulé     |
| 20 août 1917    | Elswick Lodge    | Royaume-Uni      | 3558    | Coulé     |
| 21 août 1917    | Volodia          | Royaume-Uni      | 5689    | Coulé     |
| 23 août 1917    | Carl F. Cressy   | États-Unis       | 898     | Coulé     |
| 25 août 1917    | Heatherside      | Royaume-Uni      | 2767    | Coulé     |
| 25 août 1917    | Ovar             | Portugal         | 1650    | Coulé     |
| 26 août 1917    | Marmion          | Royaume-Uni      | 4066    | Coulé     |
| 26 août 1917    | Minas Queen      | Canada           | 492     | Coulé     |
| 29 août 1917    | Treloske         | Royaume-Uni      | 3071    | Coulé     |
| 18 octobre 1917 | Macao            | Brésil           | 3557    | Coulé     |
| 27 octobre 1917 | D. N. Luckenbach | États-Unis       | 2929    | Coulé     |
| 28 octobre 1917 | USAT Finland     | US Army          | 12222   | Endommagé |
| 29 octobre 1917 | La Epoca         | Uruguay          | 2432    | Coulé     |
| 30 octobre 1917 | Liff             | Norvège          | 2521    | Coulé     |
| 2 janvier 1918  | Veda             | Royaume-Uni      | 25      | Coulé     |
| 4 janvier 1918  | Goéland I        | Marine nationale | 235     | Coulé     |
| 6 janvier 1918  | Kanaris          | Grèce            | 3793    | Coulé     |
| 6 janvier 1918  | Harry Luckenbach | États-Unis       | 2798    | Coulé     |
| 6 janvier 1918  | Henri Lecour     | France           | 2488    | Coulé     |
| 6 janvier 1918  | Dagny            | Danemark         | 1220    | Coulé     |
| 14 janvier 1918 | Babin Chevaye    | France           | 2174    | Coulé     |
| 15 janvier 1918 | War Song         | Royaume-Uni      | 2535    | Coulé     |